# Rough Trade Records
A Rough Trade Records, membro da RIAA, começou como uma gravadora independente, sedeada em Londres, Inglaterra. Cresceu através da Rough Trade Shop, fundada por Geoff Travis em West London em 1976. A gravadora foi formada em 1978 e entrou também no negócio da distribuição. Tornou-se independente da loja em 1982. Entrou em bancarrota em 1991, arruinando algumas pequenas gravadoras a quem devia dinheiro. A Rough Trade foi relançada em 2000.